# Szydłówek (powiat szydłowiecki)
Szydłówek – wieś w Polsce położona w woj. mazowieckim, w pow. szydłowieckim, w gm. Szydłowiec. 
Na terenie wsi utworzono dwa sołectwa Szydłówek I i Szydłówek II.
| SIMC    | Nazwa                     | Rodzaj    |
| ------- | ------------------------- | --------- |
| 0639512 | Szydłówek pod Świerczkiem | część wsi |

Wieś składa się trzech cz. tradycyjnie nazywanych S. przy Szosie a. S. Kolonia, S. Wieś a. S. pod Świerczkiem i S. pod Lasem.
Wieś jest siedzibą rzymskokatolickiej parafii Narodzenia Najświętszej Maryi Panny w Szydłówku.

## Historia
Początkowo miejscowość należała do parafii w Gąsawach Plebańskich, która ok. 1435 została podporządkowana Jastrzębiowi. Co najmniej do 1569 S. był częścią dóbr szydłowieckich należących do Radziwiłłów (w dzierżawie Stanisława Dąbka, a potem Jana Kochanowskiego). Prywatna wieś szlachecka, położona była w drugiej połowie XVI wieku w powiecie radomskim województwa sandomierskiego. W XIX w. w jej obszarze mieścił się folwark o tej samej nazwie, który był donacją rządową. Z końcem stulecia wieś liczyła 40 domów (w tym 1 murowany). W tym czasie był to pomniejszy ośrodek wydobycia piaskowca, pochodzącego z tutejszych kamieniołomów; własności gł. kamieniarzy z Warszawy, dzierżawionych mieszczanom i Żydom z Szydłowca.
Przysiółek S. przy Szosie został włączony w 60. XX w. do Szydłowca (rejon ul. Pięknej) w związku z budową Os. Wschód. Jednak teren ten nie został objęty inwestycją. W 1975-'98 miejscowość należała administracyjnie do woj. radomskiego. Od 1988 wieś jest siedzibą parafii rzymskokatolickiej pw. Narodzenia NMP. Od 2008 cz. mieszkańców wsi protestuje przeciwko budowie drogi S7 po tzw. "starym śladzie".

## Samorząd
Miejscowość podzielona jest na dwa sołectwa: S. I ("za Kościołem" a. "Wieś") i S. II ("pod Lasem") w obrębie gm. Szydłowiec. Każda z komórek posiada własnego sołtysa i odrębne, działające społecznie sześcioosobowe Rady Sołeckie.